# Mediorhynchus emberizae
Mediorhynchus emberizae är en hakmaskart som först beskrevs av Rudolphi 1819.  Mediorhynchus emberizae ingår i släktet Mediorhynchus och familjen Giganthorhynchidae. Inga underarter finns listade i Catalogue of Life.